# Nectandra coriacea
Nectandra coriacea ist eine Pflanzenart aus der Gattung Nectandra in der Familie der Lorbeergewächse (Lauraceae). Sie gedeiht an karibischen Küsten.

## Beschreibung

### Erscheinungsbild, Holz, Borke und Blatt
Nectandra coriacea wächst als kleiner Baum mit Wuchshöhen von 6 bis 9 oder 10 Metern und Stammdurchmessern von selten mehr als 0,2 Metern. Das Holz von Nectandra coriacea ist schwer und hart. Das Kernholz ist dunkelbraun und das dicke Splintholz hellgelb. Es sind dünne Markstrahlen und gleichmäßig verteilte Gefäße vorhanden. Die schlanken Äste bilden eine runde, schmale Baumkrone. Die Borke ist dunkel rotbraun und hat viele Auswüchse. Bei den Endknospe überdecken sich die Knospenschuppen nicht dachziegelartig.
Die wechselständig an den Zweigen angeordneten Laubblätter sind in Blattstiel und Blattspreite gegliedert. Die einfache, ledrige, kahle Blattspreite ist bei einer Länge von 7 bis 12 Zentimeter 2 bis 4 Zentimeter schmal-elliptisch mit spitzer Spreitenbasis und spitzem oberen Ende. Der Blattrand ist ganzrandig. Die Laubblätter sind im jungen Stadium hellgrün und später dunkelgrün, wobei die Blattunterseite blass ist.

### Blütenstand, Blüte und Frucht

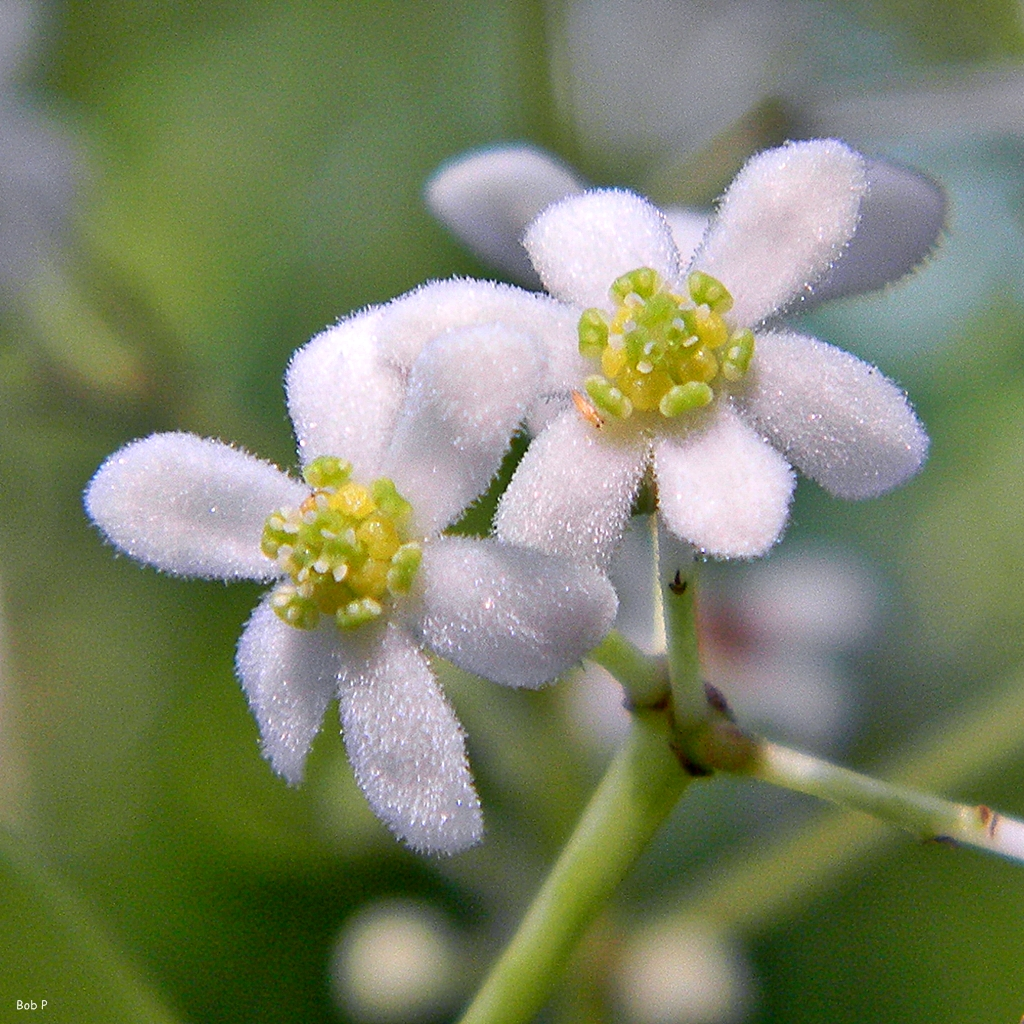
Blüte von Nectandra coriacea

In Florida liegt die Blütezeit im späten Winter bis Frühling in den Monaten März bis Juni. Die Blüten stehen in bis zu 8 Zentimeter langen rispigen Blütenständen zusammen. Die Blütenstandsachsen sind fast kahl oder spärlich fein behaart. Die zwittrigen Blüten sind radiärsymmetrisch. Die sechs gleichen Blütenhüllblätter sind weiß bis cremeweiß und fallen früh ab. Es sind neun Staubblätter vorhanden. Der oberständige Fruchtknoten ist kahl.
Der bei einem Durchmesser von bis zu 7 Millimetern napfförmige, relativ flache Fruchtbecher und der Fruchtstiel sind von roter Farbe. Die Steinfrucht ist bei einer Länge von bis zu 18 Millimetern ellipsoid. Die Steinfrucht ist bei Reife glänzend dunkelblau bis schwarz.

## Vorkommen
Die Heimat von Nectandra coriacea ist Florida, einschließlich der Florida Keys, das mexikanische Yucatán, die karibischen Inseln und die Küsten der zentralamerikanischen Staaten Belize, Guatemala sowie Honduras.

## Taxonomie
Die Erstveröffentlichung erfolgte 1788 unter dem Namen (Basionym) Laurus coriacea durch Olof Peter Swartz. Die Neukombination zu Nectandra coriacea (Sw.) Griseb. wurde 1860 durch August Grisebach veröffentlicht. Weitere Synonyme für Nectandra coriacea (Sw.) Griseb. sind: Laurus catesbyana Michx., Ocotea catesbyana (Michx.) Sarg. und Ocotea coriacea (Sw.) Britton.

## Nutzung
Nectandra coriacea wird als Zierpflanze in tropischen Gärten verwendet.